# Dobra (Schmölln)
Dobra ist ein weilerartiger Ortsteil der Stadt Schmölln im Landkreis Altenburger Land in Thüringen.

## Lage
Dobra befindet sich auch westlich von Schmölln und östlich von Großenstein in der Nähe der Landesstraße 2169 mit Anschluss an die Bundesstraße 7. Die Flur des Weilers grenzt auch an das Zeitzer-Schmöllner-Lösshügelland, einem Ausläufer der Leipziger Tieflandbucht.

## Geschichte
Im Jahr 1336 wurde das Dorf erstmals urkundlich erwähnt. Dobra gehörte zum wettinischen Amt Altenburg, welches ab dem 16. Jahrhundert aufgrund mehrerer Teilungen im Lauf seines Bestehens unter der Hoheit folgender Ernestinischer Herzogtümer stand: Herzogtum Sachsen (1554 bis 1572), Herzogtum Sachsen-Weimar (1572 bis 1603), Herzogtum Sachsen-Altenburg (1603 bis 1672), Herzogtum Sachsen-Gotha-Altenburg (1672 bis 1826). Bei der Neuordnung der Ernestinischen Herzogtümer im Jahr 1826 kam der Ort wiederum zum Herzogtum Sachsen-Altenburg.
Nach der Verwaltungsreform im Herzogtum gehörte Dobra bezüglich der Verwaltung zum Ostkreis (bis 1900) bzw. zum Landratsamt Ronneburg (ab 1900). Das Dorf gehörte ab 1918 zum Freistaat Sachsen-Altenburg, der 1920 im Land Thüringen aufging. 1922 kam es zum Landkreis Altenburg.
Zum 1. Oktober 1939 wurden die Gemeinden Kakau und Dobra zur neuen Gemeinde Hartroda zusammengeschlossen. Diese wurde am 25. Juli 1952 in Dobra umbenannt und am 1. Januar 1971 nach Wildenbörten eingemeindet. Bei der zweiten Kreisreform in der DDR wurden 1952 die bestehenden Länder aufgelöst und die Landkreise neu zugeschnitten. Somit kam Dobra mit dem Kreis Schmölln an den Bezirk Leipzig; jener gehörte seit 1990 als Landkreis Schmölln zu Thüringen und ging bei der thüringischen Kreisreform 1994 im Landkreis Altenburger Land auf. 2023 zählte der Ort 44 Einwohner. Durch die Eingliederung der Gemeinde Wildenbörten in die Stadt Schmölln gehört der Ort seit dem 1. Januar 2019 zu Schmölln.

## Persönlichkeiten
- Christoph Opitz (1815–1885), Orgelbauer – das Fachwerkhaus Dobra 1 ist sein Geburts- und Wohnhaus.